# Приамурский учебный округ
Приамурский учебный округ (Главное управление по гражданским учебным заведениям при Приамурском генерал-губернаторстве).
Приамурское генерал-губернаторство как военно-административная единица Российской империи, было учреждено в 1884 году и включало остров Сахалин и три области: Приморскую, Амурскую, Забайкальскую. Вместо учебных округов, которые формировались в европейской России из нескольких губерний каждый, и возглавлялись попечителями, в генерал-губернаторствах управление учебными заведениями осуществлялось через «Главные управления гражданскими учебными заведениями» — специальные структурные единицы аппарата генерал-губернаторств.
В ведении Главного управления гражданскими учебными заведениями в Приамурском крае входили: Амурская, Забайкальская, Камчатская, Приморская и Сахалинская области.

## Статистика
По данным школьной переписи 1911 года, в крае действовала 671 начальная школа. Из них 464 школы со сроком обучения не более двух лет. В них по спискам числилось 36 100 детей (22991 мальчиков и 13109 девочек), в момент переписи в школах присутствовало 34089 детей (21 794 мальчиков и 12295 девочек).
Среди детей в возрасте от 7 до 14 лет начальную школу посещало 30,4 %детей. В возрасте от 8 до 11 лет 41,6% (55% мальчиков и 29 % девочек).
Среди преподавателей начальных школ по данным переписи:
Среднее светское образование имели 4,7 % учителей и 52,2 % учительниц
Среднее духовное образование имели 3,7 % учителей и 14,7 % учительниц
Среднее специальное образование 25,9 % учителей и 14,7 % учительниц
Низшее образование имело 65,7 % учителей и 30,3 % учительниц
Высшее образование имели всего два предподавателя.
Процент учащихся в начальных школах от всего населения составил 4,04%; 4,69 % - среди мужского населения; 4,43% среди женского населения.
Число отказов в 1910 году отказов составило 12,4% от общего числа учащихся. И 27,5% от учащихся в младшем школьном отделении.
По состоянию на 1915 год Приамурский учебный округ (название по Статистическому ежегоднику России) насчитывал 1,636 заведений всех типов, в которых обучалось в общей сложности 96,981 учащихся, в том числе начальных школ 1,557 с числом учащихся 81,290. В распределении по административно-территориальным составляющим округа:
- Амурская область: учебных заведений — 330, учащихся — 26,392.
- Забайкальская область: учебных заведений — 614, учащихся — 30,060.
- Камчатская область: учебных заведений — 32, учащихся — 1,092.
- Приморская область: учебных заведений — 646, учащихся — 39,013.
- Сахалинская область: учебных заведений — 14, учащихся — 424.

Распределение учащихся по типам учебных заведений (в числителе — количество учащихся, в знаменателе — число учебных заведений).
| Тип заведения                                                   | 1          | 2          | 3        | 4          | 5      |
| --------------------------------------------------------------- | ---------- | ---------- | -------- | ---------- | ------ |
| Высшие учебные заведения                                        |            |            |          |            |        |
| Курсы для изучения языков                                       |            |            |          | 153 1      |        |
| Средние учебные заведения                                       |            |            |          |            |        |
| Гимназии, прогимназии, институты и лицеи                        | 1,715 3    | 2,222 6    |          | 3,212 11   |        |
| Реальные училища                                                | 306 1      | 686 3      |          | 889 3      |        |
| Духовные                                                        | 348 3      | 537 8      |          |            |        |
| Педагогические                                                  |            | 165 3      | 18 1     | 534 11     |        |
| Военные                                                         |            |            |          | 412 1      |        |
| Морские                                                         | 103 1      |            |          | 49 1       |        |
| Лесные и сельскохозяйственные                                   |            |            |          | 12 1       |        |
| Технические и ремесленные                                       | 102 1      | 127 2      |          | 3,322 5    |        |
| Коммерческие, торговые и промышленные                           | 27 1       |            |          | 347 1      |        |
| Частные учебные заведения и при церквях иностранных исповеданий | 147 5      | 225 5      |          | 33 1       |        |
| Начальные учебные заведения                                     |            |            |          |            |        |
| Низшие                                                          | 23,644 315 | 26,098 587 | 1,074 31 | 30,050 610 | 424 14 |

Примечание. Цифрами в столбцах таблицы обозначены административно-территориальные составляющие учебного округа:
- 1 — Амурская область
- 2 — Забайкальская область
- 3 — Камчатская область
- 4 — Приморская область
- 5 — Сахалинская область